# Grimmia mariniana
Grimmia mariniana là một loài Rêu trong họ Grimmiaceae. Loài này được Sayre mô tả khoa học đầu tiên năm 1955.